# 내가네트워크
내가네트워크(Nega Network)는 대한민국의 종합 엔터테인먼트 그룹회사이다.

## 소속 아티스트

### 현재 소속 아티스트
- 50kg
- 루나플라이
- 허지원
- 메이다니
- iM
- 스프링클러
- 요아리
- 리틀즈

### 과거 소속 아티스트
- 라붐
- 윤일상 (現 스타덤 엔터테인먼트 소속)
- LC9
- 조PD
- 이지라이프
- SAT
- 브라운 아이드 걸스